# Kautzen
Kautzen är en ort och kommun  i Österrike. Den ligger i distriktet Waidhofen an der Thaya i förbundslandet Niederösterreich, 110 km nordväst om huvudstaden Wien. Kommunen gränsar i norr mot Tjeckien.
Kommunen består av nio orter (Ortschaften) (inom parentes invånarantal 1 januari 2024):

- Engelbrechts (87)
- Großtaxen (73)
- Kautzen (591)
- Kleingerharts (48)
- Kleintaxen (30)
- Pleßberg (113)
- Reinberg-Dobersberg (32)
- Tiefenbach (47)
- Triglas (47)